# Santa Magdalena del Boixader
Santa Magdalena del Boixader és una ermita del municipi de Vallcebre (Berguedà) protegida com a bé cultural d'interès local. L'església està ubicada en un pendent de la muntanya, aprofitant un clar que queda al costat de l'antiga font, i allunyada de nuclis de població i de cases. Està situada a la zona del Boixader, prop del camí de Vallcebre a Fumanya i a Fígols.

## Descripció
És una construcció de petites dimensions, d'una sola nau, orientada a llevant, de planta rectangular, amb un campanar d'espadanya sobre el carener de la teulada. L'absis és quadrat i no queda diferenciat respecte de la nau, tot i que el mur de migdia sobresurt el cos de la sagristia. Tot l'edifici és cobert amb teulada a doble vessant de teula àrab amb carener perpendicular a la façana principal que s'obre a llevant. Els murs són de pedra basta de diferents dimensions, amb algunes cantoneres escairades.
La porta és d'arc de mig punt adovellat, de factura molt rústega i amb dovelles de pedra tosca, amb una inscripció tallada en un bloc de pedra ubicada al costat dret, on posa la data de construcció, 1663, amb el crismó al centre (JHS) i a sota una roda de la sort o marca de picapedrer. A la part superior de la façana hi ha un petit ocul que dona llum a l'interior.
Interiorment el sostre és de volta de canó arrebossada simple, presbiteri quadrat, amb la sagristia amb accés des de la zona de l'altar pel costat dret. Separa l'absis de la nau un cancell de reixa de ferro forjat que té una porta a la part central. A l'entrada hi ha un petit cor format per un empostissat de fusta al qual s'accedeix per una escala lateral.
El campanar d'espadanya és de factura tardana o posterior a la capella original, fet amb maó arrebossat i d'un sol ull. Acull una petita campana. La façana de ponent presenta tres mènsules que reforcen la subjecció de la teulada que en aquest costat presenta un voladís més ampli per garantir la protecció de la zona nord de l'edifici. També es conserva a l'interior, encastada a la paret, una petita pica baptismal de pedra.
El conjunt mostra un edifici de factura popular, fet amb materials trobats a l'entorn, ja que la pedra no està ben escairada i és de diferents mides, amb un tipus de construcció molt rudimentària i que demostra que la factura va ser feta per persones que no dominaven la tècnica constructiva. A l'exterior es conserva una creu de pedró amb una inscripció il·legible a la base de pedra. Així com una font que actualment es nodreix d'aigua canalitzada.

## Història
No hi ha notícies històriques que facin referència als orígens d'aquesta església. A la façana hi ha una inscripció amb la data 1663 que no se sap si fa referència a la construcció o bé a una ampliació.
Existeix un document de 1851 que fa referència a la celebració de l'aplec de Santa Magdalena. El dia 22 de juliol de 1936 -dia de Santa Magdalena- destruïren tot el mobiliari i la imatgeria del seu interior. El 22 de juliol de 1942 s'hi va traslladar processionalment la nova imatge de la Santa i s'hi celebrà un ofici solemne, amb el cant de la missa de la Mare de Déu de Núria amb prèdica de Mn. Josep Balaguer. Possiblement des d'aquest moment la festa s'acabà de consolidar, prenent la forma dels darrers anys, com un aplec popular: s'iniciava a punta de sol quan sortia la solemne processó de la parroquial, amb la bandera i, cantant lletanies, es dirigia a la capella on se celebrava una missa resada. Després es retornava en processó a la parròquia, i la gent assistia a un ofici solemne i s'adorava la relíquia de la santa. A la tarda hi havia cant de vespres. Encara actualment, cada any el 22 de juliol, els vallcebresos fan un aplec i es traslladen caminant fins a l'ermita on se celebra l'Eucaristia i després un esmorzar popular.